# Tsuyama (Okayama)
Tsuyama (津山市 Tsuyama-shi?) es una ciudad localizada en la prefectura de Okayama, Japón. En junio de 2019 tenía una población estimada de 100.580 habitantes y una densidad de población de 199 personas por km². Su área total es de 506,33 km².

## Geografía

### Localidades circundantes
- Prefectura de Okayama
  - Kagamino
  - Maniwa
  - Misaki
  - Nagi
  - Shōō
- Prefectura de Tottori
  - Chizu
  - Tottori

## Demografía
Según los datos del censo japonés, esta es la población de Tsuyama en los últimos años.
| Año del censo | Población |
| ------------- | --------- |
| 1995          | 113.617   |
| 2000          | 111.499   |
| 2005          | 110.569   |
| 2010          | 106.788   |
| 2015          | 103.746   |